# Gigantochloa albopilosa
Gigantochloa albopilosa là một loài thực vật có hoa trong họ Hòa thảo. Loài này được K.M.Wong mô tả khoa học đầu tiên năm 1995.